# Trigonoptera gracilis
Trigonoptera gracilis är en skalbaggsart som beskrevs av Aurivillius 1917. Trigonoptera gracilis ingår i släktet Trigonoptera och familjen långhorningar. Inga underarter finns listade i Catalogue of Life.